# Grove Hill, Alabama
Grove Hill är en kommun (town) och administrativ huvudort i Clarke County i Alabama i USA. Ortnamnet Grove Hill togs i bruk 1850 och kommunen grundades 1929. Vid 2010 års folkräkning hade Grove Hill 1 570 invånare.